# Кристенсен, Альфред
Альфред Август Кристенсен (дат. Alfred August Christensen; 16 августа 1905 — 1974) — датский шахматист. Один из ведущих шахматистов Дании конца 1930-х — первой половины 1940-х гг. Неоднократный участник чемпионатов Дании по шахматам (1935, 1936, 1939, 1942 гг.). Бронзовый призер чемпионата Дании 1942 г. В составе сборной Дании участник официальной и неофициальной шахматных олимпиад. На неофициальной шахматной олимпиаде 1936 г. занял 2-е место на 7-й доске и получил малую серебряную медаль.

## Книги
Кристенсен написал несколько книг о шахматах. В 1943 году он издал книгу «На службе у Каиссы» (дат. "I Caissas Tjeneste"), в которой собрал свои лучшие шахматные партии за период от 1934 до 1942 года. В том же году вместе с Б. Нильсеном опубликовал шахматный учебник «О шахматах» (дат. "Alt om Skak"; Odense 1943, 524 pp.).

## Спортивные результаты
| Год  | Город        | Соревнование                                                 | +  | − | = | Результат | Место              |
| ---- | ------------ | ------------------------------------------------------------ | -- | - | - | --------- | ------------------ |
| 1935 | Копенгаген   | Чемпионат Дании                                              |    |   |   |           | [ 4 ]              |
| 1936 | Хернинг      | Чемпионат Дании                                              |    |   |   |           | [ 4 ]              |
|      | Мюнхен       | Неофициальная шахматная олимпиада (сборная Дании, 7-я доска) | 11 | 4 | 4 | 13 из 19  | 2-е место на доске |
| 1939 | Нествед      | Чемпионат Дании                                              | 1  | 3 | 5 | 3½ из 9   | 7                  |
|      | Буэнос-Айрес | VIII Олимпиада (сборная Дании, 3-я доска)                    | 5  | 9 | 5 | 7½ из 19  |                    |
| 1942 | Нёрресуннбю  | Чемпионат Дании                                              | 3  | 3 | 4 | 5 из 10   | 3—4                |
| 1947 | Ольборг      | Международный турнир                                         | 3  | 2 | 4 | 5 из 9    | 5—6                |